# Hans Boeckh-Behrens
Hans Karl August Boeckh-Behrens (* 27. November 1898 in Wernigerode; † 13. Februar 1955 im Kriegsgefangenenlager 5110/48 Woikowo bei Iwanowo, Sowjetunion) war ein deutscher Generalleutnant im Zweiten Weltkrieg.

## Leben

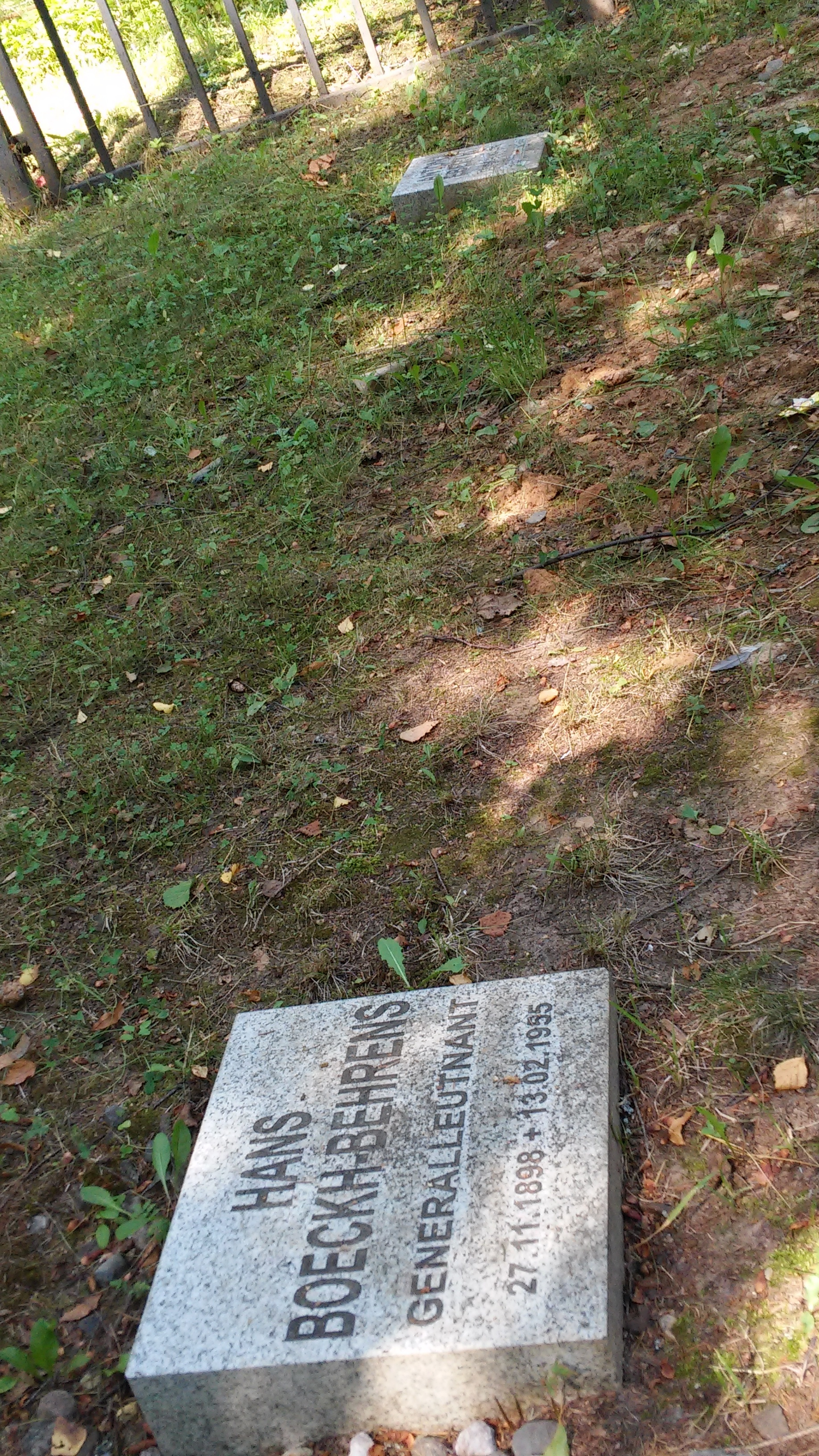
Grabstelle in Tschernzy

Hans Boeckh-Behrens trat als Fähnrich Anfang Oktober 1914 in die Armee ein. Ende Januar 1915 wurde er Leutnant im Füsilier-Regiment 36 und diente als Offizier im Ersten Weltkrieg.
Nach Ende des Krieges wurde er in die Reichswehr übernommen. 1930 diente er als Oberleutnant in der 8. MG-Kompanie des 2. Infanterie-Regiment in Rastenburg. Anfang Januar 1936 zum Major befördert, wurde er ab Ende April Lehrer an der Kriegsakademie. Im März 1939 folgte seine Beförderung zum Oberstleutnant und ab September des gleichen Jahres wurde er Chef des Generalstabs des neu aufgestellten XXVI. Armeekorps. Im Oktober 1939 wurde er Erster Generalstabsoffizier (Ia) des AOK 16 und dort im Februar 1941 zum Oberst befördert. Ab Januar 1942 war er Chef des Generalstabs des 16. Armee. Es folgten Beförderungen zum Generalmajor im September 1942, die Auszeichnung mit dem Deutschen Kreuz in Gold Ende Januar 1943 und sein Wechsel in die Führerreserve zum 1. Juli 1943. Zwei Monate später wurde er zum Generalleutnant befördert und übernahm anschließend ein Divisionskommando.
In der Wehrmacht führte er während des Zweiten Weltkrieges von September 1943 mit Unterbrechungen u. a. durch Verletzungen als Kommandeur die 32. Infanterie-Division und erhielt am 9. Dezember 1944 das Ritterkreuz des Eisernen Kreuzes. Zwischenzeitlich wurde er im September/Oktober 1944 Kommandierender General des L. Armeekorps. Anschließend übernahm er wieder das Divisionskommando. Zu Kriegsende im Mai 1945 ging die Division auf der Halbinsel Hela in sowjetische Gefangenschaft.
Er wurde verurteilt und verstarb am 13. Februar 1955 in sowjetischer Kriegsgefangenschaft im Kriegsgefangenenlager 5110/48 Woikowo. Boeckh-Behrens wurde auf einem Generalsfriedhof in Tschernzy beigesetzt.